# 210
Правління Септімія Севера з синами в Римській імперії. У Китаї продовжується криза династії Хань, найбільшою державою на території Індії є Кушанська імперія, у Персії доживає останні роки Парфянське царство.
На території лісостепової України Черняхівська культура. У Північному Причорномор'ї готи й сармати.

## Події
- Римляни зазнали важких втрат у Каледонії. Септимій Север посилає сина Каракаллу придушити варварів.

## Померли
- Чжоу Юй